# Mimudea crocealis
Mimudea crocealis là một loài bướm đêm trong họ Crambidae.